# 管状噬菌体目
管状噬菌体目（学名：Tubulavirales）为纤维噬菌体纲的一个目。

## 下级分类
本目包括以下科：
- 絲狀噬菌體科 Inoviridae
- 保利诺噬菌体科 Paulinoviridae
- 短杆状噬菌体科 Plectroviridae